# Annamaria Kowalsky
Annamaria Kowalsky (* 21. April 1991 in Coburg, Deutschland) ist eine österreichisch-kroatische Komponistin, Musikerin und Künstlerin.

## Leben
Annamaria Kowalsky wurde als Kind kroatischer Eltern in Coburg geboren. Sie ist Enkelin der Altistin Marijana Radev.
1995 zog die Familie nach Klagenfurt, nachdem ihr Vater, Alexander Kowalsky, als Chordirektor am Stadttheater Klagenfurt tätig wurde. Von klein auf verbrachte sie viel Zeit im Theater, seit ihrem neunten Lebensjahr wirkte sie bei diversen Produktionen auf der Bühne mit.
Von 1997 bis 2006 erhielt sie Violinunterricht am Kärntner Landeskonservatorium (heute Gustav Mahler Privatuniversität für Musik), 2006 begann sie dort ihr Diplomstudium im Fach Viola, wechselte jedoch 2007 an die Universität für Musik und darstellende Kunst Wien, wo sie 2014 ihren Abschluss machte. Neben Viola studierte sie im Schwerpunkt Alte Musik auch Viola d’amore. 
2014 folgte das Doktoratsstudium der Philosophie an der Akademie der bildenden Künste Wien, welches sie 2018 abschloss.

### Bildende Kunst
Im Laufe ihres Musikstudiums intensivierte sie ihre Beschäftigung mit dem Medium Fotografie und arbeitete ab 2014 eine Zeit als Porträtfotografin. Privat entstanden mehrere Serien surrealistischer Selbstporträts, die mehrmals in Wien ausgestellt wurden.
Autodidaktisch veranlagt wandelte sie ihre fotografischen Erfahrungen um und begann zu malen. Zwei Jahre malte sie mit Öl und Acryl ausschließlich in schwarz-weiß, anschließend nahmen Blautöne Einzug in ihre Arbeiten, die auch heute noch dominant vorkommen. Ab 2014 beschäftigte sie sich auch mit Linol- und Holzschnitt, es entstand eine Reihe von Porträts ihrer Freunde.
Durch rege Tätigkeiten im Ausland wandte sie 2019 sich der Aquarellmalerei zu und nütze dieses als Reisemedium. Jegliche figurative Arbeit hatte sich dadurch völlig in Abstraktion aufgelöst. Inzwischen ist dies ihr bildnerisches Hauptmedium.
Für die 2021 entstandene Produktionen der Musikstreamingplatform On Air gestaltete sie die projizierten Visuals für die 4. Symphonie von Brahms, 9. Symphonie von Dvorak und 41. Symphonie von Mozart.
2022 gestaltete sie kaleidoskopische Visuals, die auf ihren Malereien basieren, für drei Uraufführungen ihrer Werke in New York.

### Komposition
2018 entstanden erste Kompositionen, unter anderem auch Dreams of Lunacy, eine Suite, die auf einer ihrer Selbstporträtserien basiert. Im Folgejahr folgte Archipelago, eine weitere solche Suite. Beide Suiten nahm sie selber mit Violine, Viola und Kontrabass auf. Drei der Bilder wurden mit den jeweiligen Teilen Archipelagos 2019 im Museumsquartier Wien ausgestellt.
2020 wurde sie vom Musikverlag Universal Edition unter Vertrag genommen. Sie fungiert seit des Launches deren neuen Publishing Tools scodo im Jahr 2021 als offizielles Testimonial und ist Gesicht der Kampagne.
Kompositionsaufträge folgten u. a. vom Ensemble Kontrapunkte für Wien Modern und deren Zyklus im Wiener Musikverein, dem Swedish Chamber Orchestra/Royal Stockholm Philharmonic Orchestra für das multimediale Projekt Xodus von Martin Fröst und Jesper Waldersten, der norwegischen Geigerin Ingerine Dahl, der amerikanischen Geigerin Anne Akiko Meyers und der neuen deutschen Kammermusikreihe feet become ears.
Sie wird zunehmend für multimediale Projekte engagiert, so gewann sie beispielsweise den Call des innovativen New Yorker ensembles CreArtBox, welches vier ihrer Werke mit Visuals, die sie dafür kreierte, uraufführte.
Neben der Verbindung von Musik und Bild, beschäftigt sie sich auch intensiv mit der Verwebung olfaktorische Elemente. Das vom Ensemble Kontrapunkte in Auftrag gegebene und 2021 im Musikverein uraufgeführte Stück Olfactospheres war ursprünglich als Klang- und Duftkomposition angelegt, jedoch fiel die Uraufführung in einen Lockdown während der Corona-Pandemie, weshalb die Aufführung ohne Beisein von Publikum von Ö1 aufgenommen und ausgestrahlt wurde.

#### Arvo Pärt Centre Residency
2021 erhielt sie als Erste die damals neu ins Leben gerufene Residency im Arvo Pärt Centre in Laulasmaa, Estland. Als Grund dafür wurde besonders ihr multimediales Schaffen herausgehoben, da die Residency nicht nur für Komponistin, sondern auch Künstler, Schriftsteller und Architekten konzipiert ist. Sie verbrachte drei Wochen im Sommer dort, es entstanden drei Kompositionen und eine Serie von Aquarellmalereien. Sie verbrachte auch einige Zeit mit Arvo Pärt, der sich wenige Monate später komplett von der Öffentlichkeit zurückgezogen hatte. Ihre bewegenden Eindrücke hielt sie Blogeinträgen auf ihrer Website fest, die auch vom Arvo Pärt Centre geteilt wurden.

#### Aufnahmen in den Abbey Road Studios
Im Sommer 2022 nahm sie fünf ihrer Werke unter der Leitung von Johannes Vogel mit Musikern des Philharmonia Orchestras im Studio Two der legendären Abbey Road Studios in London auf. Zwei weitere Werke spielte sie in Wien selber ein. Die Werke wurden auf ihrem Debütalbum Kaleidoscope im Sommer 2023 veröffentlicht.

## Kompositionen

### Orchesterwerke
Symphonieorchester
- Olfactospheres (2024)

mit Chor
- Calamitas (2020)
- Xodus Hymn (2022)

Streichorchester
- Dreams of Lunacy (2019)
- Archipelago (2019)
- Violin Concerto No. 1 (2024)

### Ensemblewerke
- Rhizom (2019)
- Olfactospheres (2020)
- Atmospheres (2021)
- Heart Meditation (2021)

### Kammermusikwerke
- Reset (2019)
- Static Pointillism (2019)
- Five Miniatures (2020)
- In Circles (2021)
- String Quartet No. 1 (2021)
- Duo No. 1: Hall of Mirrors for Violin and Cello (2022)
- Duo No. 1: Hall of Mirrors for Violin and Viola (2024)
- Autopoiesis (2024)

### Solowerke
- Perpetuo (2020)
- Autopoiesis (2020)
- Childhood Memories (2021)
- Sei solo la luce (2022)
- na brodu (2023)

### Chorwerke
- Rewind (2018)

### Graphisch notierte Werke
- Time is relative (2021)
- Abstract Dualism (2022)

## Diskografie
- 2023: Kaleidoscope (Album, Soundcreation)
- 2023: Olfactospheres (EP, Soundcreation)
- 2024: A Bag of Marbles (Album, Soundcreation)

## Filmografie (Auswahl)
- 2019: Wiener Blut (Fernsehreihe)
- 2025: Wiener Blut – Berggericht (Fernsehreihe)

## Auszeichnungen
- 2023: Staatsstipendium für Komposition des BMKOES
- 2022: Arbeitsstipendium für Komposition des BMKOES
- 2021: Arvo Pärt Centre Residency Scholarship
- 2020: Arbeitsstipendium für Komposition des Landes Kärnten
- 2020: Arbeitsstipendium für Komposition der Stadt Wien
- 2019: Startstipendium für Komposition des BMKOES